# Rolandwerft RW 700
Der Containerschiffstyp RW 700, alternativ auch CF 700 S oder PW 700 der Detlef Hegemann Rolandwerft in Berne, wurde von 1997 bis 2005 in einer Serie von 17 Einheiten auf der Rolandwerft in Berne gebaut. Mehrere Vorderschiffssektionen entstanden auf der damals zur Hegemann-Gruppe gehörenden Peenewerft in Wolgast. Ein einzelnes Schiff der Bauserie wurde im Jahr 2010 von der vietnamesischen Werft Nam Trieu Shipbuilding Industry Corporation (NASICO) abgeliefert.

## Geschichte
Der Schiffstyp wurde für verschiedene deutschen Reedereien gebaut. Das erste Schiff wurde 1997 an die Reederei Draxl Schiffahrt aus Haren/Ems abgeliefert. Die Mehrzahl der Schiffe wurde von der ebenfalls in Haren/Ems ansässigen Reederei Jüngerhans in Auftrag gegeben.
Aus dem Schiffstyp RW 700 wurde später der 2,80 Meter breitere Typ RW 850 entwickelt.
2007 gab die Reederei Jüngerhans vier Neubauten des RW-700-Typs bei der Werft Nam Trieu Shipbuilding Industry Corporation in Hải Phòng in Auftrag, von denen das erste im Januar 2009 an die Reederei abgeliefert werden sollte. Das am 18. März 2008 als Heimar J vom Stapel gelaufene Schiff wurde aber erst im Mai 2010 fertiggestellt und nicht von der Reederei übernommen. Die drei geplanten Folgebauten wurden nicht gebaut.
Die Corvus J kollidierte am 5. Dezember 2012 auf einer Reise von Grangemouth nach Antwerpen vor der niederländischen Küste im Schlechtwetter mit dem Autotransporter Baltic Ace, der auf dem Weg von Zeebrügge nach Kotka war. Die Baltic Ace sank nur kurze Zeit nach der Kollision, wobei elf Besatzungsmitglieder des Schiffes starben.

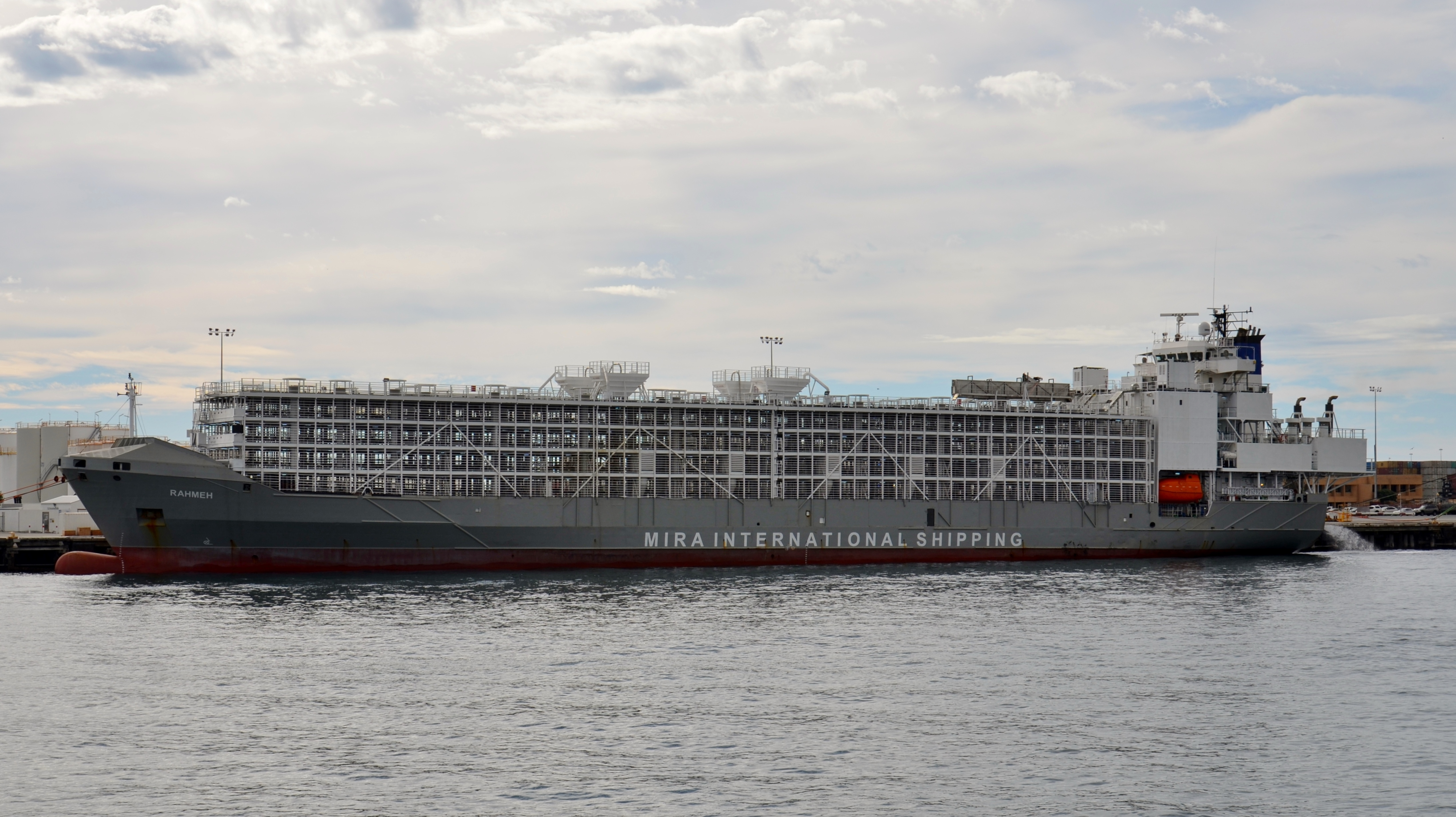
Die zum Tiertransporter umgebaute Rameh

Die ehemaligen Cetus J und Corvus J wurden 2015 und 2016 in Tuzla zu Tiertransportern umgebaut. Die ehemalige Corvus J kehrte als Jawan im November 2018 nach ihrem Reisebeginn von Portland (Australien) nach Maskat (Oman) dreimal in Folge mit Stabilitätsproblemen in den Hafen zurück und wurde dort am 20. Dezember 2018 von der Australian Maritime Safety Authority (AMSA) festgehalten. Die Behörde entzog dem Schiff die australische Zulassung zum Tiertransport und erlaubte nach der Entladung der an Bord befindlichen Tiere im Januar 2019 die Überführung des Schiffes zur Reparatur in Singapur.
Die aus der Cetus J entstandene Gulf Livestock 1 kenterte am 2. September 2020 auf einer Reise von Napier nach Jingtang in China mit einer Ladung von etwa 5800 Rindern vor Japan im Taifun Maysak. Von den 43 Besatzungsmitglieder konnte nur eines gerettet werden.

## Einzelheiten

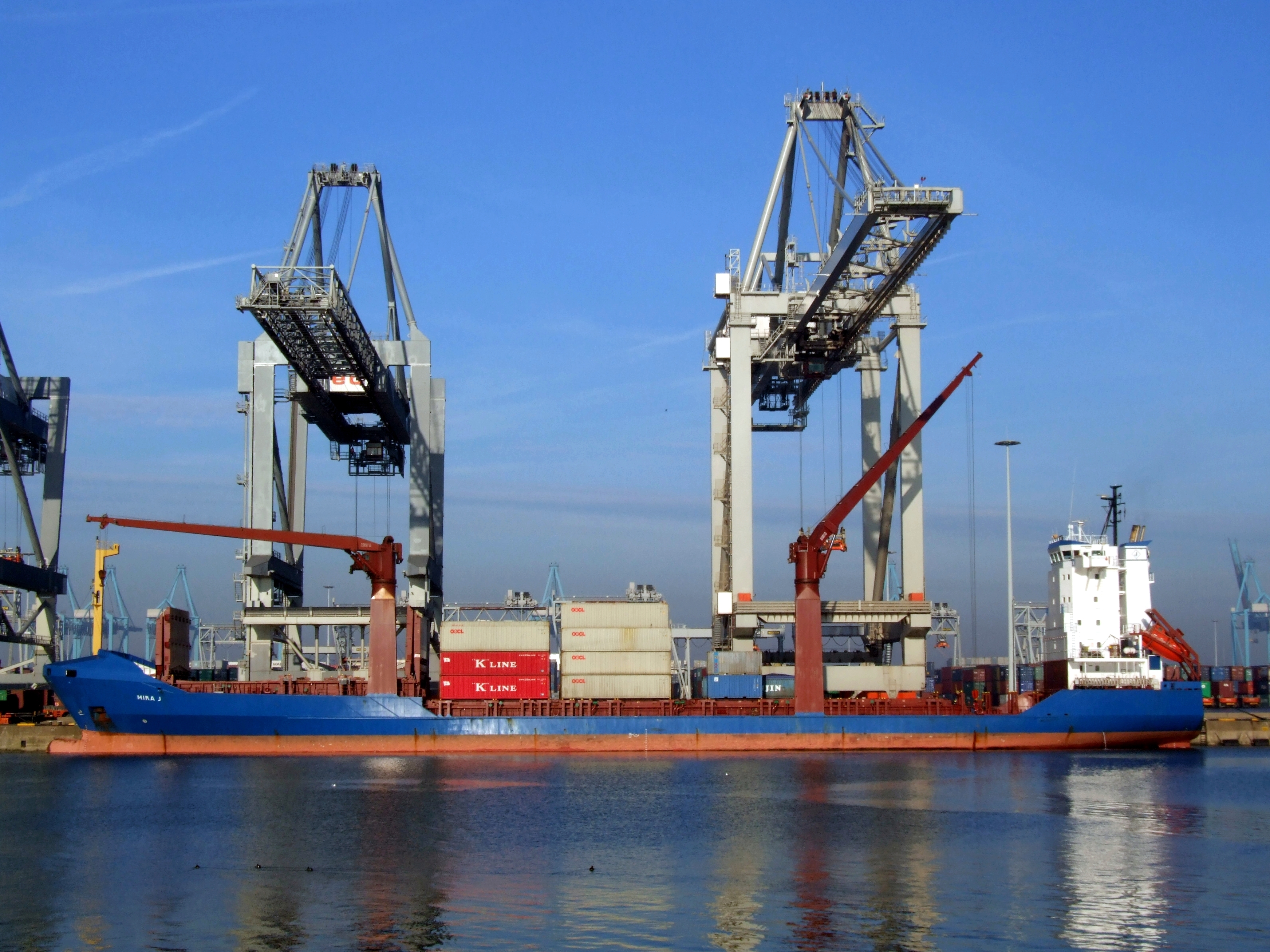
Die Mira J als Bauvariante mit Kränen

Die Schiffe mit achtern angeordnetem Deckshaus sind als Feederschiffe, vorwiegend für den europäischen Containertransport ausgelegt, werden aber auch in anderen Regionen eingesetzt. Die Kapazität beträgt rund 700 TEU, von denen 218 TEU in den Laderäumen und weitere 503 an Deck gestaut werden können. Der Schiffstyp ist sowohl im Laderaum und an Deck für den Transport unterschiedlicher Containergrößen, wie 20-, 30-, 40- oder 45-Fuß-Container ausgerüstet. Darüber hinaus können gefährliche Güter und Kühlcontainer befördert werden. Für letztere sind unterschiedlich viele Anschlüsse für 100 bis 175 Container vorhanden. Ein Teil der Schiffe verfügt über eine hohe Eisklasse und einige Einheiten sind mit zwei an der Backbordseite angebrachten, elektrohydraulischen Schiffskränen mit jeweils 40 bzw. 45 Tonnen Kapazität ausgestattet.
Der Antrieb der Schiffe besteht aus einem Viertakt-Dieselmotor. Der Motor wirkt auf einen Verstellpropeller und ermöglicht eine Geschwindigkeit von etwa 18 Knoten. Zur Stromerzeugung dienen ein Wellengenerator mit 1495 kVA Scheinleistung und zwei Hilfsdieselgeneratoren. Die An- und Ablegemanöver werden durch ein Bugstrahlruder unterstützt.
Für die Unterbringung der bis zu 16-köpfigen Besatzung sind Einzelkammern vorhanden.

## Die Schiffe
| Bauname                               | Bau- nummer | IMO- Nummer | Kiellegung Stapellauf Ablieferung         | Auftraggeber                                                 | Umbenennungen und Verbleib |
| ------------------------------------- | ----------- | ----------- | ----------------------------------------- | ------------------------------------------------------------ | --- |
| Aegir                                 | 180         | 9162095     | 18. Feb. 1997 8. Aug. 1997 10. Okt. 1997  | Draxl Schiffahrt, Haren/Ems                                  | 2013 San Pedro Calungsod, so 2020 in Fahrt |
| Mira J                                | 177         | 9167083     | 5. Juni 1997 6. Okt. 1997 18. Dez. 1997   | Reederei Jüngerhans, Haren/Ems                               | in Fahrt gesetzt als Lauritzen Ecuador → 1999 UAL Rodach → 2001 Mira J → 2008 Atlantic Prodigy → 2016 Med Prodigy → 2019 Serrano, so 2020 in Fahrt                                                            |
| Canis J                               | 182         | 9191632     | 6. Feb. 1998 15. Sep. 1998 16. Dez. 1998  | Reederei Jüngerhans, Haren/Ems                               | 2000 Maersk Patagonia → 2004 Maersk Ensenada → 2006 Canis J → 2007 CMA CGM Agadir → 2007 Condor I → 2010 Condor, so 2020 in Fahrt                                                                             |
| Artus                                 | 195         | 9232981     | 5. Mai 2000 17. Okt. 2000 1. Dez. 2000    | Draxl Schiffahrt, Haren/Ems                                  | 2007 ANL Goroka → 2009 Artus → 2012 Copihue I → 2012 Copihue, so 2020 in Fahrt |
| Marstan                               | 192         | 9232979     | 21. Juni 2000 27. Okt 2000 28. Dez. 2000  | Reederei Unitas, Haren/Ems                                   | 2001 B.G. Rotterdam → 2009 Marstan → 2018 Kamokuiki, so 2020 in Fahrt |
| Merwedijk                             | 193         | 9242986     | 11. Okt. 2000 17. Feb. 2001 17. Apr. 2001 | Rudolf Schöning, Haren/Ems Navigia Shipmanagement, Groningen | 2016 Sasco Angara, so 2020 in Fahrt |
| Veersedijk                            | 194         | 9246140     | 12. Dez. 2000 19. Mai 2001 1. Aug. 2001   | Rudolf Schöning, Haren/Ems Navigia Shipmanagement, Groningen | 2014 Sasco Avacha, so 2020 in Fahrt |
| Sirrah                                | 205         | 9255402     | 17. Aug. 2001 22. März 2002 16. Mai 2002  | Rudolf Schöning, Haren/Ems Navigia Shipmanagement, Groningen | 2015 Sasco Aniva, so 2020 in Fahrt |
| Cetus J                               | 200         | 9262883     | 4. Apr. 2002 20. Sep. 2002 9. Dez. 2002   | Reederei Jüngerhans, Haren/Ems                               | in Fahrt gesetzt als Maersk Waterford → 2006 Dana Hollandia → 2012 Cetus J → 2015 zum Tiertransporter Rameh umgebaut → 2019 Gulf Livestock 1, am 2. September 2020 vor Japan im Taifun gekentert und gesunken |
| Corvus J                              | 201         | 9262895     | 14. Juni 2002 8. Jan. 2003 26. März 2003  | Reederei Jüngerhans, Haren/Ems                               | 2003 Maersk Westland → 2006 Dana Gothia → 2011 Corvus J → 2013 Charon J → 2015 zum Tiertransporter Jawan umgebaut, so 2020 in Fahrt                                                                           |
| Columba J                             | 199         | 9276341     | 18. Okt. 2002 11. Apr. 2003 29. Juni 2003 | Reederei Jüngerhans, Haren/Ems                               | 2004 Tetuan → 2005 Värmland → 2009 Tetuan → 2013 X-Press Monte Bianco, so 2020 in Fahrt |
| Cepheus J                             | 198         | 9292943     | 10. Feb. 2003 5. Sep. 2003 13. Nov. 2003  | Reederei Jüngerhans, Haren/Ems                               | 2015 X-Press Monte Cervinio, so 2020 in Fahrt |
| Aquarius J                            | 212         | 9296987     | 30. Juni 2003 9. Jan. 2004 22. März 2004  | Reederei Jüngerhans, Haren/Ems                               | in Fahrt gesetzt als C2C Aquarius → 2007 Aquarius J → 2014 Fesco Novik, so 2020 in Fahrt |
| Atair J                               | 213         | 9296999     | 21. Okt. 2003 16. Apr. 2004 29. Juni 2004 | Reederei Jüngerhans, Haren/Ems                               | 2014 Fesco Navarin, so 2020 in Fahrt |
| Panavera                              | 195         | 9305934     | 19. Jan. 2004 23. Juli 2004 1. Sep. 2004  | Harren & Partner, Bremen                                     | in Fahrt gesetzt als CFS Pamplona → 2014 Palmira → 2014 X-Press Monte Rosa → 2015 X-Press Nile, so 2020 in Fahrt                                                                                              |
| Herm J                                | 227         | 9328651     | 18. Okt. 2004 8. Apr. 2005 9. Juni 2005   | Reederei Jüngerhans, Haren/Ems                               | 2015 X-Press Vesuvio, so 2020 in Fahrt |
| Aries J                               | 228         | 9334105     | 16. Dez. 2004 7. Okt. 2005 1. Dez. 2005   | Reederei Jüngerhans, Haren/Ems                               | in Fahrt gesetzt als Mangan → 2005 Rogaland → 2009 Mangan → 2013 Bara Ipsa → 2015 Tan Cang Glory, so 2020 in Fahrt                                                                                            |
| Heimar J                              | NT-27       | 9352676     | 22. März 2007 18. März 2008 28. Mai 2010  | Reederei Jüngerhans, Haren/Ems                               | in Fahrt gesetzt als Nasico Blue → 2014 Hung Dao, so 2020 in Fahrt |
| Daten: Equasis und Miramar Ship Index |             |             |                                           |                                                              | |